# 巴西粗皮鯰
巴西粗皮鯰，為輻鰭魚綱鯰形目蝌蚪鯰科的其中一種，為熱帶淡水魚類，分布於南美洲委內瑞拉至巴西東北部淡水、半鹹水流域，體長可達21公分，棲息在沿岸沙泥底質底層水域，生活習性不明，可做為觀賞魚。